# František Radkovský
František Radkovský (ur. 3 października 1939 w Třešti) – czeski duchowny katolicki, biskup pomocniczy archidiecezji praskiej w latach 1990–1993, biskup ordynariusz pilzneński w latach 1993–2016.

## Życiorys
Urodził się w 3 października 1939 w Třešti koło Jihlavy. Po ukończeniu kolejno szkoły podstawowej oraz średniej w Telču, gdzie zadł maturę podjął w 1957 studia na Wydziale Matematyczno-Fizycznym Uniwersytetu Karola w Pradze. Specjalizował się w statystyce. Studia ukończył w 1962. W latach 1962–1964 pełnił zasadniczą służbę wojskową w południowej Słowacji. Później pracował jako statystyk w Państwowym Instytucie Badawczym ds Automatyzacji Przemysłu Szklarskiego, a następnie w Instytucie Pedagogicznym Czechosłowackiej Akademii Nauk, gdzie przygotowywał reformę nauczania matematyki.
W 1966 wstąpił do seminarium duchownego i rozpoczął studia na Wydziale Teologicznym w Litomierzycach. 27 czerwca 1970 w Pradze przyjął święcenia kapłańskie. Następnie pracował przez 2 lata jako wikary w Mariánskich Lázníach. Od 1972 był administratorem parafii Podwyższenia Krzyża Świętego w Františkových Lázních.
17 marca 1990 został mianowany biskupem tytularnym Aggar i biskupem pomocniczym archidiecezji praskiej. 7 kwietnia 1990 przyjął święcenia biskupie. Jego głównym konsekratorem był kard. František Tomášek.
31 maja 1993 został mianowany przez papieża Jana Pawła II biskupem nowo powstałej diecezji pilzneńskiej. Był sekretarzem Konferencji Biskupów Czech. Powierzono mu także sprawy laikatu, ekumenizmu i informatyzacji.